# Campeonato de Wimbledon 1929
La edición 49.º del Campeonato de Wimbledon se celebró entre el 24 de junio y el 6 de julio de 1929 en las pistas del All England Lawn Tennis and Croquet Club de Wimbledon, Londres, Inglaterra.
El cuadro individual masculino lo iniciaron 128 jugadores mientras que el femenino lo iniciaron 96 tenistas.

## Hechos destacados
En la competición individual masculina se impuso el francés Henri Cochet logrando el segundo título que obtendría en el torneo al imponerse en la final al francés Jean Borotra.
En la competición individual femenina la victoria fue para la americana Helen Wills Moody logrando el tercer título que obtendría en Wimbledon al imponerse a la americana Helen Hull Jacobs.

## Palmarés
| Seniors              | Vencedor                     | Resultado                 | Finalista                              | Finalista |
| -------------------- | ---------------------------- | ------------------------- | -------------------------------------- | --------- |
| Individual masculino | Henri Cochet                 | 6–4, 6–3, 6–4             | Jean Borotra                           |           |
| Individual femenino  | Helen Wills Moody            | 6–1, 6–2                  | Helen Hull Jacobs                      |           |
| Dobles masculino     | Wilmer Allison John Van Ryn  | 6–4, 5–7, 6–3, 10–12, 6–4 | Ian Collins Colin Gregory              |           |
| Dobles femenino      | Phoebe Watson Peggy Saunders | 6–4, 8–6                  | Phyllis Covell Dorothy Shepherd Barron |           |
| Dobles mixto         | Helen Wills Frank Hunter     | 6–1, 6–4                  | Joan Fry Ian Collins                   |           |

## Cuadros Finales

### Torneo individual  femenino
| Predecesor: 1928                         | Campeonato de Wimbledon 1929 | Sucesor: 1930                                       |
| Predecesor: Torneo de Roland Garros 1929 | Grand Slam 1929              | Sucesor: Campeonato nacional de Estados Unidos 1929 |

- Datos: Q404337